# Superliga de Kosovo 2010-11
La Superliga de Kosovo 2010-11 (Raiffeisen Superliga e Futbollit të Kosovës) fue la 12.ª edición del campeonato de fútbol de primer nivel en Kosovo y la cuarta tras la declaración de la independencia. La temporada comenzó el 14 de agosto de 2010 y  terminó el 19 de junio de 2011. El campeón fue el Hysi.

## Sistema de competición
Un total de 12 equipos participaron entre sí todos contra todos 3 veces, totalizando 33 fechas. Al final de la temporada el primer clasificado se proclamó campeón. por otro lado los dos últimos clasificados descendieron a la Liga e Parë, mientras que el décimo clasificado jugó un play off por la permanencia contra el tercero de la Liga e Parë 2010-11.

## Equipos participantes
| Club       | Ciudad    |
| ---------- | --------- |
| Ballkani   | Suva Reka |
| Besa Pejë  | Peć       |
| Drenica    | Skenderaj |
| Ferizaj    | Ferizaj   |
| Flamurtari | Pristina  |
| Hysi       | Podujevo  |
| KEK        | Obilić    |
| Liria      | Prizren   |
| Prishtina  | Pristina  |
| Trepça     | Mitrovica |
| Trepça'89  | Mitrovica |
| Vëllaznimi | Gjakova   |

## Tabla de posiciones
| Pos. | Equipo        | PJ | PG | PE | PP | GF | GC | Dif | Pts |
| ---- | ------------- | -- | -- | -- | -- | -- | -- | --- | --- |
| 1.   | KF Hysi       | 33 | 23 | 4  | 6  | 73 | 35 | +38 | 73  |
| 2.   | KF Prishtina  | 33 | 21 | 6  | 6  | 56 | 23 | +33 | 69  |
| 3.   | KF Liria      | 33 | 13 | 8  | 12 | 56 | 49 | +7  | 47  |
| 4.   | KF Drenica    | 33 | 13 | 5  | 15 | 44 | 42 | +2  | 44  |
| 5.   | KF Besa       | 33 | 12 | 7  | 14 | 47 | 44 | +3  | 43  |
| 6.   | KF KEK        | 33 | 12 | 7  | 14 | 45 | 50 | −5  | 43  |
| 7.   | KF Trepça'89  | 33 | 12 | 7  | 14 | 40 | 45 | −5  | 43  |
| 8.   | KF Trepça     | 33 | 11 | 9  | 13 | 37 | 48 | −11 | 42  |
| 9.   | KF Vëllaznimi | 33 | 12 | 5  | 16 | 40 | 52 | −12 | 41  |
| 10.  | KF Ballkani   | 33 | 11 | 8  | 14 | 40 | 47 | −7  | 41  |
| 11.  | KF Flamurtari | 33 | 11 | 6  | 16 | 39 | 46 | −7  | 39  |
| 12.  | KF Ferizaj    | 33 | 7  | 8  | 18 | 28 | 64 | −36 | 29  |

|  | Campeón de Kosovo         |
|  | Promoción de descenso     |
|  | Descenso a la Liga e Parë |

### Promoción de descenso
Lepenci asciende a la Superliga.
| Equipo 1    | Resultado | Equipo 2   |
| ----------- | --------- | ---------- |
| KF Ballkani | 0-1       | KF Lepenci |